# گونتر استاینر
گونتر استاینر (به انگلیسی: Guenther Steiner) (متولد ۷ آوریل ۱۹۶۵) مهندس و مدیر اتومبیلرانی ایتالیایی است. وی در حال حاضر مدیر تیم تیم فرمول یک هاس و پیش از این مدیرعامل جگوار ریسینگ و مدیر فنیِ ردبول بود.

## حرفه

### رالی (۱۹۸۶–۲۰۰۱)
اشتاینر در مرانو، تیرول جنوبی متولد شد، او در جوانی به بلژیک رفت و آنجا کار خود را به عنوان مکانیک در مسابقات رالی قهرمانی جهان برای تیم رالی مزدا در سال‌های ۱۹۸۶ تا ۱۹۸۸ آغاز کرد.
از ژانویه ۱۹۸۹ تا ۱۹۹۰، اشتاینر به عنوان دستیار مدیر در تیم تاپ ران اس ار ال کار می‌کرد. وی از سال ۱۹۹۱ تا ۱۹۹۶ به عنوان رئیس شناسایی و بعداً مدیر فنی در باشگاه جولی فعالیت کرد.
در سال ۱۹۹۷، اشتاینر تیم پرودرایو را مدیریت کرد، و قهرمانی تیمی را به دست آورد و در سال ۱۹۹۸ ام اسپورت او را به عنوان مدیر پروژه استخدام کرد. وی در سال ۲۰۰۰ به سمت مدیر مهندسی ارتقا یافت، جایی که زیر نظر تیم رالی جهانی فورد در کنار رانندگان کالین مک ری و کارلوس ساینز کار می‌کرد تا در فصول۲۰۰۰ و ۲۰۰۱ نایب قهرمانی شود.

### جگوار (۲۰۰۱–۲۰۰۳)
اشتاینر در سال ۲۰۰۱ به فرمول یک روی آورد هنگامی که نیکی لاودا، مدیر تیم تازه تأسیس جگوار ریسینگ شد، او وی را برای شغل مدیرعاملی تیم قرار داد. لاودا اینگونه وی را پیدا کرد. پرسید آیا افراد با استعدادی در فورد وجود دارد ؟" و پاسخ این بود "آنجا گونتر است." آن مرد دروغ گفت! " اشتاینر مسئول تیم مهندسی در میلتون کینز بود، در حالی که مدیر استراتژی جان آلیسون کارهای اداری را انجام می‌داد.
اشتاینر تیم را مرتب کرد و هزینه‌های تیم را خود کاهش داد. با این حال، جگوار در فصل ۲۰۰۲ عملکرد ضعیفی داشت، راننده اصلی ادی ایروین فقط ۸ امتیاز کسب کرد در حالی که هم تیمی او پدرو دلا روسا موفق به کسب امتیاز نشد، و شرکت مادر فورد قبل از اینکه ۷۰ عضو تیم را از اخراج کند، در ۲۶ نوامبر لاودا را اخراج کرد. .
در ۵ دسامبر، جگوار اعلام کرد که مدیر پروژه، دیوید پیچفورث، به عنوان بخشی از تغییر ساختار، جای استاینر را گرفته‌است. سخنگوی تیم گفت: او مسئولیت خود را رها کرده‌است اما کار اشتباهی انجام نداده‌است. اکنون این سازمان نسبت به زمان عضویت او در وضعیت بهتری برخوردار است. گونتر به روشنی مبانی مهندسی را ارائه داد که دیوید اکنون قصد دارد آن را به سطح بعدی برساند.
اگرچه مدیریت جدید جگوار نقش دیگری را در تیم به استاینر پیشنهاد داد، اما او سرانجام پیشنهاد را رد کرد، و فصل ۲۰۰۳ را در مرخصی در باغ سپری کرد تا اینکه در نوامبر همان سال جایگزین ویت هیدیدکوپر به عنوان مدیر فنی در مرکز عملکرد اوپل شد.

### ردبول (۲۰۰۵–۲۰۰۸)
پس از اینکه ردبول در نوامبر ۲۰۰۴ جگوار ریسینگ را خریداری کرد، اشتاینر برای پیوستن به ردبول ریسینگ دعوت شد. برنامه‌های اوپل برای کناره‌گیری از مسابقات دویچه تورنواگن در اواخر سال ۲۰۰۵ انگیزه بازگشت او به تیم را بیشتر کرد. انتصاب وی به عنوان مدیر عملیات فنی در ۱۳ ژانویه ۲۰۰۵ تأیید شد.
هنگامی که ردبول ادرین نیوی یکی از بهترین طراح‌ها مسابقات را از مکلارن گرفت ، دیتریش ماتشیتز مالک تیم به استاینر گفت تا در ایجاد تیم نسکار در ایالات متحده کمک کند اشتاینر که احساس می‌کرد تیم فرمول یک شلوغ شده‌است، با همسرش مشورت کرد و موافقت کرد که به مورسویل، کارولینای شمالی نقل مکان کند، جایی که او از اول آوریل ۲۰۰۶ تا آوریل ۲۰۰۸ به عنوان مدیر فنی تیم ردبول بود

### هاس (۲۰۱۴–)
اشتاینر پس از ترک ردبول در مورسویل باقی ماند و در ژانویه ۲۰۰۹ شرکت تولیدی خصوصی ای را تأسیس کرد.
در حالی که تیم F1 ایالات متحده در حال توسعه بود، اشتاینر با جو کاستر و جین هاس از استوارت-هاس ریسینگ که از سرمایه‌گذاری در این پروژه خودداری کرده بود، در یک فروشگاه استیک ملاقات کرد. وی پیشنهاد داد که خودشان سهام یک تیم را بخرند، اما تأخیر در تأیید آنها را وادار کرد که به عنوان یک تیم خصوصی درخواست ورود کنند. اشتاینر که توسط انتشارات اتومبیلرانی اتواسپرت به عنوان «انجام دهنده اصلی» توصیف شد، کارمندان اصلی را استخدام کرد، با هر یک از اعضای تیم مصاحبه کرد و با برون سپاران دالارا و فراری همکاری کرد. در ۱۴ آوریل ۲۰۱۴، او رسماً به عنوان مدیر تیم تیم تازه‌وارد هاس معرفی شد.
با ورود آنها در فصل ۲۰۱۶، هاس اولین سازنده آمریکایی شد که طی ۳۰ سال اخیر در فرمول یک شرکت می‌کند. این تیم در مسابقات گرندپری استرالیا ۲۰۱۶ با کسب مقام ششم توسط رومن گروژان، هشت امتیاز کسب کرد. هاس فصل را با کسب مقام ۸ در جدول رده‌بندی سازندگان ۲۰۱۶ و ۲۹ امتیاز به پایان رساند، که همه توسط گروژان بدست آمد.

## زندگی شخصی
اشتاینر دارای گذرنامه‌های ایتالیایی و آمریکایی است، و با همسرش گرترود و دخترش گرتا در مورسویل، کارولینای شمالی زندگی می‌کند. او که اهل تیرول جنوبی است، به زبان انگلیسی ایتالیایی و آلمانی مسلط است.